# L'Aigle d'or, le retour
L'Aigle d'or, le retour est un jeu vidéo d'action-aventure développé et édité par Loriciels, sorti en 1992 sur DOS, Windows, Amiga, Amstrad CPC et Atari ST. Le nom anglais du jeu est néanmoins simplement Golden Eagle,.
Il fait suite à L'Aigle d'or.

## Accueil
- Micro News : 16/20[3]